# Герб Аррайолуша
Ге́рб Аррайо́луша — офіційний символ містечка Аррайолуш, Португалія. Використовується як територіальний герб. У чорному щиті срібний замок із трьома баштами, пурпуровими вікнами і брамою. Обабіч нього два пурпурові виноградні грона із золотим листям. У голові щита три золоті бджоли, знизу — три хвилясті смуги: дві срібних і одна синя. Щит увінчує срібна мурована містечкова корона з чотирма вежами.  Під щитом біла стрічка, на якій великими літерами напис португальською: «vila de Arraiolos» (містечко Аррайолуш).  Офіційно затверджений 26 квітня 1938 року.  

## Галерея

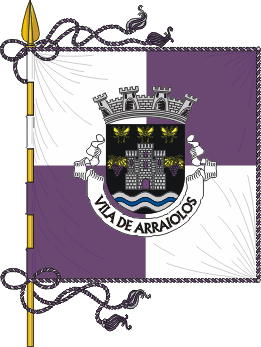
Прапор